# Cratolestes albescens
Cratolestes albescens är en tvåvingeart som först beskrevs av Ignaz Rudolph Schiner 1868.  Cratolestes albescens ingår i släktet Cratolestes och familjen rovflugor. Inga underarter finns listade i Catalogue of Life.